# Windspringer
Als Windspringer werden Fallschirmspringer bezeichnet, die bei einem Zielsprung-Wettbewerb vor den eigentlichen Teilnehmern oder vor dem Absetzen von Fallschirmjägern im automatischen Fallschirmsprung auf einer Landezone springen, um die herrschenden Windverhältnisse zu erkunden.